# Morpho tepuina
Morpho tepuina är en fjärilsart som beskrevs av Forbes 1942. Morpho tepuina ingår i släktet Morpho och familjen praktfjärilar. Inga underarter finns listade i Catalogue of Life.